# 1615 en science
| Années de la science : 1612 - 1613 - 1614 - 1615 - 1616 - 1617 - 1618    |
| Décennies de la science : 1580 - 1590 - 1600 - 1610 - 1620 - 1630 - 1640 |

Cet article présente les faits marquants de l'année 1615 en science.

## Événements
- L'Italien Fausto Veranzio mentionne pour la première fois la suspension des voitures sur des ressorts[1].
- L’ingénieur Salomon de Caus expose la théorie de l’expansion et de la condensation de la vapeur[2] et décrit une machine basée sur ces principes.

## Publications
- Alexander Anderson :
  - Ad Angularum Sectionem Analytica Theoremata F. Vieta primum excogitata at absque ulla demonstratione ad nos transmissa, iam tandem demonstrationibus confirmata, Paris, 1615, in-quarto,
  - Pro Zetetico Apolloniani problematis a se jam pridem edito in supplemento Apollonii Redivivi Zetetico Apolloniani problematis a se jam pridem edito in supplemento Apollonii Redivivi ; in qua ad ea quae obiter inibi perstrinxit Ghetaldus respondetur, Paris, in-quarto,
  - Francisci Vietae Fontenaeensis de aequationum recognitione et emendatione tractatus duo per Alexandrum Andersonum, Jean Laquehay, Paris, in-quarto ; disponible sur Gallica,
- Jean Béguin : Tyrocinium Chymicum, un traité de chimie contenant la première équation chimique ;
- Giuseppe Biancani : Aristotelis loca mathematica ex universes ipsius operibus collecta et explicata, Bologne, 1615. Sur la pensée d'Aristote ;
- Jan Brożek : Epistolae ad naturam ordinariam figurarum plenius intelligendum ;
- Salomon de Caus :
  - Institvtion harmoniqve diuisée en deux parties : en la premiere sont monstrées les proportions des interualles harmoniques, et en la deuxiesme les compositions dicelles, Francfort, Jan Norton, 1615,
  - Les Raisons des forces mouvantes, avec diverses machines tant utiles que plaisantes, Jan Norton, Francfort, 1615 /architectura.cesr.univ-tours.fr; Paris, Jérôme Drouart, 1624 /architectura.cesr.univ-tours.fr,
- Ludolph van Ceulen : L'arithmétique et les fondements géométriques, Joost van Colster, Jacob Marcus, Leyden, 1615, posthume ;
- Galilée : Lettre à la grande-duchesse Christine.
- Johannes Kepler : Stereometria doliorum vinarorum, sur les unités de mesure usuelles dans le commerce ;
- Antoine de Montchrestien : Traité de l’économie politique.
- Christoph Scheiner : Sol ellipticus, Augsbourg, 1615, IMSS Digital Library.
- Fausto Veranzio : Machinae Novae.

## Naissances

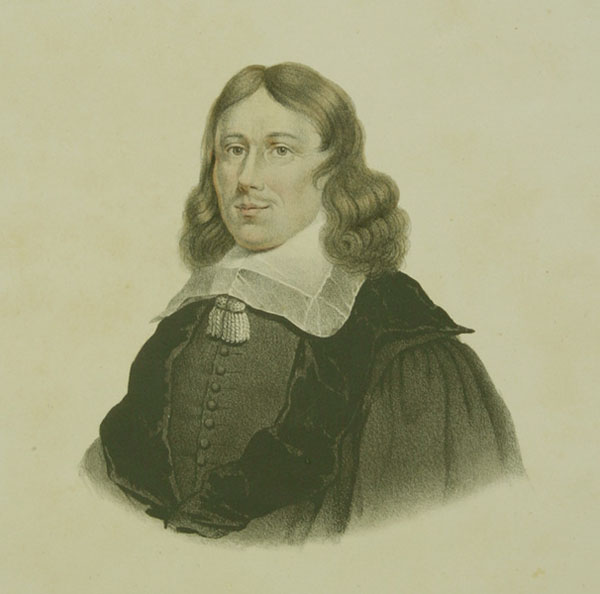
Frans van Schooten

- 30 décembre : Carlo Renaldini (mort en 1698), ingénieur militaire, mathématicien, physicien et philosophe italien.

- Claude Mylon (mort en 1660), mathématicien français.
- Frans van Schooten (mort en 1660), mathématicien néerlandais qui est connu pour avoir popularisé la géométrie analytique de René Descartes.

## Décès
- 4 février : Giambattista della Porta (né vers 1535), médecin italien[3].
- 12 avril : William Lower (né en 1570), astronome anglais[4].
- 4 mai : Adrien Romain (né en 1561), médecin et mathématicien flamand.
- 14 mai : Odon Van Maelcote (né en 1572), prêtre jésuite, homme de sciences et mathématicien des Pays-Bas méridionaux.
- 29 mai : Giovanni Tommaso Minadoi, historien et médecin italien.
- 9 août : Timothy Bright (né vers 1551), médecin britannique.
- Novembre : Edward Wright (né en 1561),  mathématicien et cartographe anglais.

- Ferrante Imperato (né en 1550), pharmacien et naturaliste napolitain.